# Alex Silva (Fußballspieler, 1990)
Alex Silva, vollständiger Name Alex Maximiliano Silva Garrel, (* 14. November 1990 in Montevideo) ist ein ehemaliger uruguayischer Fußballspieler.

## Karriere
Alex Silva stand zu Beginn seiner Karriere von 2009 bis Anfang August 2011 in den Reihen von Central Español. Saisonübergreifend bestritt er in dieser Zeit 17 Partien in der Primera División und traf zweimal ins gegnerische Tor. Anschließend war er bis Ende Februar 2014 für Boston River aktiv. In der Saison 2011/12 kam er bei den Montevideanern in neun Begegnungen der Segunda División zum Einsatz, einen Treffer erzielte er nicht. Im Anschluss setzte er seine Karriere beim Club Oriental de Football fort. Ende Juli 2014 wechselte er nach Honduras zu Parrillas One. Bei den Mittelamerikanern wurde er lediglich in einem einzigen Ligaspiel eingesetzt. Ende Januar 2015 verpflichtete ihn Villa Española. In der Spielzeit 2014/15 traf er dort viermal bei 13 Einsätzen in der zweithöchsten uruguayischen Spielklasse. Im September 2015 schloss er sich abermals dem mittlerweile im Profifußball in der Segunda División antretenden Club Oriental de Football an, für den er in der Apertura 2015 sieben Treffer bei der gleichen Anzahl an Ligaeinsätzen erzielte. In den ersten Januartagen 2016 wechselte er auf Leihbasis zu Deportivo Ñublense. Bei den Chilenen weist die Statistik für ihn 13 Spielbeteiligungen und ein Tor in der Primera B aus. Nach Beendigung dieses Engagements folgte ab August 2016 eine weitere Ausleihe, aufnehmender Verein war dieses Mal der Club Atlético Torque. In der Saison 2016 lief er in acht Zweitligabegegnungen auf und schoss drei Tore. Im Januar 2017 wechselte er zu den Rampla Juniors, bei denen er gute Leistungen zeigte. 2018 unterschrieb er beim argentinischen Zweitligisten Quilmes AC. Noch im selben Jahr kehrte er nach Uruguay zurück und schloss sich CA Fénix an. Anschließend spielte er noch für den Club Atlético Progreso und Deportivo Maldonado. 2022 beendete er seine Karriere, wobei er bei Maldonado nur noch einen einzigen Einsatz zu verzeichnen hatte.